# Michael Caruso
Michael Caruso, född 5 juli 1988, är en kanadensisk professionell ishockeyspelare som spelar för Florida Panthers i NHL.
Han draftades i fjärde rundan i 2006 års draft av Florida Panthers som 103:e spelare totalt.